# Семантична роль
В окремих лінгвістичних теоріях семантичні ролі (або тематичні ролі) — це різні відношення, у які може вступати група іменника стосовно дії чи стану, схарактеризованих головним дієсловом.
Наприклад, у реченні «Марійка з'їла яблуко», Марійка є виконавцем дії, отже, вона є агенсом; яблуко — це те, що їдять, тому це пацієнт тощо.
З моменту введення в середині 1960-х років Джеффрі Ґрубером і Чарльзом Філмором семантичні ролі зайняли місце серед важливих та обговорюваних лінгвістичних концепцій через їхній потенціал у поясненні зв'язку між синтаксисом і семантикою, тобто те, як значення впливає на поверхневу синтаксичну структуру мови. Поняття семантичних ролей відіграє центральну роль, особливо у теоріях функціональних мовно-порівняльних (типологічних) граматик.
Хоча більшість сучасних лінгвістичних теорій посилаються на засади цієї теорії в тій чи іншій формі, назви конкретних відношень різняться, так само як і всього концепту загалом: з подібним змістом використовуються назви «роль учасника», «тематична роль» і «глибинний відмінок».

## Історія
Поняття семантичних ролей було введено в теоретичну лінгвістику в 1960-х роках Джеффрі Грубером і Чарльзом Філлмором, а також Джекендоф доклався до їх дослідження у 1972 році.
Зосередженість цих досліджень на семантичних аспектах і тому, як вони впливають на синтаксис, була частиною відходу від засад Хомського, орієнтованого на синтаксис, і, зокрема, поняття автономії синтаксису та його недавніх аспектів теорії синтаксису. (1965).